# Danków (województwo świętokrzyskie)
Danków – wieś w Polsce położona w województwie świętokrzyskim, w powiecie kieleckim, w gminie Daleszyce.
| SIMC    | Nazwa  | Rodzaj  |
| ------- | ------ | ------- |
| 0236470 | Kosele | kolonia |

Wieś wchodzi w skład sołectwa Danków-Wójtostwo, które w 2021 liczyło 487 mieszkańców.
W latach 1975–1998 miejscowość administracyjnie należała do województwa kieleckiego.
W latach 30. XX w. przez wieś przebiegała trasa kolejki z Kielc do Złotej Wody k. Łagowa.